# Alberto Nelli
Alberto Nelli (Pisa, 10 aprile 1979) è un cantautore italiano.

## Carriera musicale
Già in tenera età inizia ad avvicinarsi alla musica manifestando immediatamente la sua preferenza per il blues, il rock anglo-americano e la musica d’autore italiana.
All'età di 10 anni inizia a prendere le prime lezioni di chitarra classica e a comporre i suoi primi brani, dei quali curerà anche i testi.
Oltre a prendere lezioni di chitarra e solfeggio, Alberto ha sempre fatto sport. Militando negli Ospedalieri (1993), una squadra di calcio giovanile di un quartiere di Pisa, a 15 anni incontra Valerio Sereni e Valerio Selva, con cui un anno più tardi fonda e promuove il suo primo ed unico gruppo, i DIVINA. Alberto canta e suona la chitarra, Valerio Sereni al basso e Valerio Selva alla batteria. Con la band inizia ad esibirsi nei locali e nei pub della sua città e a confrontarsi con il pubblico.
Durante i primi anni di attività live, con la band incide la prima demo (aprile 1997), Albina’s blues, registrato negli Athena Studio in due settimane con un 24 piste professionale. I brani, dal sound che spazia dal rock blues al punk rock, presenti sulla demo sono cinque: Albina's Blues, Contro il muro, Il tempo, Sarai mia e Illusioni.
Nel giugno 1999 i Divina si aggiudicano il 1º posto nel concorso regionale per gruppi rock organizzato dal club pisano Borderline.
Nel 2003 i DIVINA incidono una nuova demo dal titolo Finalmente noi.
Nel 2004 iniziano un importante rapporto di lavoro con il manager Roberto Salvadori e con il produttore artistico Nicolò Fragile (già al servizio di artisti come Mina, Stadio, Vasco Rossi e Renato Zero), arrivando alla finale TIM TOUR (settembre 2004) in Piazza del Duomo a Milano. Nel 2005 i DIVINA firmeranno con l'etichetta Camarecords (in seguito diventata Allavigna) il loro primo contratto discografico.
Ad aprile 2005 i DIVINA escono con il loro primo singolo Amanti isterici. Il singolo, prodotto da Nicolò Fragile, mixato da Celeste Frigo e masterizzato da Leon Zervos presso lo Sterling Sound di New York, riscuote subito un discreto successo. Lo dimostreranno i passaggi neli grandi network italiani ed i tanti live in tutta Italia.
Seguiranno il secondo e terzo singolo, rispettivamente Molecole (fine 2005) e Leccherai l'amore (estate 2006), anch'essi supportati dalle radio italiane.
Infine l'uscita del quarto singolo che darà anche il nome all'album, Il senso e l'idea, prodotto da Camarecords e distribuito SELF.
Tra il 2005 e il 2007 i DIVINA oltre a farsi conoscere da radio e Tv nazionali, suoneranno in giro per l'Italia con il loro Razionale Irrazionale Tour ed avranno modo di esibirsi nei più importanti palchi italiani quali l'Arena di Verona (apertura concerto di Zucchero 21 settembre 2007), il Rolling Stones di Milano (apertura concerto di Elisa luglio 2007),  il Lucca Summer Festival (2007) ed il Giffoni Film Festival (2005).
Partecipazione come ospiti ad altri festival come Il Cantagiro (2005) e il Giro Festival (2005), a programmi musicali televisivi di caratura nazionale come Roxy Bar (2005) e "CD Live" (Rai) e ad altri eventi organizzati in tutta Italia da emittenti radio come Radio Italia, Radio Kiss Kiss, Radio Cuore, Radio Norba, Radio Bruno,
La stretta collaborazione col produttore artistico Nicolò Fragile, porterà Alberto anche a lavorare in studio come chitarrista. Infatti registrerà prima le chitarre acustiche della canzone Arrivi tu inclusa nell'album Il re del niente di Gianluca Grignani (2005) e poi del brano Olimpiade invernale, canzone della cantante Irene Grandi, che la rocker toscana ha dedicato alle Olimpiadi invernali di Torino (2006). La canzone, seppur mai stata inciso su disco, è possibile scaricarla da iTunes.
Dopo anni di frenetica attività, Alberto decide di tornare ad una dimensione più vivibile ed intima. Inizia così a lavorare su nuovi progetti, come autore e contemporaneamente dedicandosi alla scrittura dei brani che faranno parte del suo progetto da solista.
Le sue doti di autore vengono confermate dalla major Warner Bros. che sceglie due suoi brani, Qui con me e Fidati di me, che saranno inclusi nell'album di Luca Napolitano “L’infinito” (2009). L'album otterrà il disco d'oro in sole due settimane con oltre 35 000 copie vendute.
Nel 2012 Alberto scrive anche il testo del singolo L'estate è nell'aria, prodotto da Nicolò Fragile per Sarah Jane Olog, vocalist del programma Supermax su Radio 2 condotto da Max Giusti e conosciuta anche per la sua partecipazione a The Voice 2015.
Dopo un lungo periodo da autore, dedicato esclusivamente a scrivere per altri cantanti, ad Agosto 2013 Alberto torna in prima persona sulla scena musicale, stavolta da solista, con i singoli Sinceramente e Un lungo viaggio. I due singoli, prodotti dal manager Gianluca Bani e dal produttore artistico toscano Gabriele Guidi, verranno trasmessi dai principali network italiani quali R101, LatteMiele, Radio Norba, Radio Cuore.
Ad ottobre 2014 Alberto incontra ed inizia una nuova collaborazione con il produttore artistico Max Marcolini (già al servizio come produttore e chitarrista di altri famosi artisti quali Zucchero, Irene Fornaciari, Alexia) con il quale porta a termine il suo primo album da solista Sembra ieri. L'Album masterizzato da Giovanni Versari ed uscito con l'etichetta LeArt Production, verrà pubblicato ad Aprile 2016.
Nel luglio del 2016 Alberto scrive e registra in studio Pisa grande amore, una canzone d'amore dedicata alla sua città natale e alla sua squadra di calcio del cuore, il Pisa. Il brano, co-prodotto con il produttore artistico Alex Marton, viene scelto a Settembre dello stesso anno come sigla della trasmissione calcistica Il Neroazzurro in onda sulla tv 50Canale. Pisa grande amore viene apprezzata sin da subito dai tifosi e cittadini pisani, ottenendo migliaia di visualizzazioni online e la 32ª posizione tra i brani più scaricati su ITunes nella prima settimana dall'uscita. Il brano arriverà ad essere anche scelto come canzone che accompagnerà l'ingresso in campo della squadra rossocrociata di mister Gennaro Gattuso. Ad aprile 2017, in occasione dei 108 anni di storia del Pisa Calcio, Alberto avrà anche l'onore di cantare il brano dal vivo all'Arena Garibaldi stadio Romeo Anconetani.
Nel 2017 Alberto intraprende una collaborazione con Gianluca Lucchese (autore di narrativa e Staff editoriale di Amedeo Minghi per la rivista digitale Melos) con il quale inizierà a firmare nuove canzoni (Fuori Nevica per Alex Sodini è il loro primo lavoro) per altri artisti nazionali ed internazionali.
Nel 2019, con l'inedito Elena si classifica tra i 16 finalisti del rinomato Festival Musicultura.
Attualmente Alberto è impegnato in studio per portare a termine un nuovo concept album, intimo e delicato, dalle atmosfere italo-francesi, in cui la protagonista assoluta è la donna.
Il 26 Settembre 2020, alla XVI edizione del premio "Pisani si nasce...Pisani si diventa", una tradizione per la città di Pisa che così, simbolicamente, ringrazia ed onora il merito dei suoi "figli" per il loro profilo professionale ed umano - Nelli viene insignito del prestigioso riconoscimento "Pisano D.O.C.".

## Vita privata
Dal 2007 è sposato con l'avvocato Beatriz Rodriguez Varela.

## Discografia
Singoli pubblicati con DIVINA
- "Amanti isterici" (2005)
- "Molecole" (2005) [4]
- "Leccherai l'amore" (2006) [5]
- "Il senso e l'idea" (2006) [6]

Album pubblicati con i DIVINA
- "Il senso e l'idea" [7]

Singoli pubblicati da solista
- "Sinceramente" (2013) [8]
- "Un lungo viaggio" (2014) [9]
- "Sembra ieri" (2016) [10]
- "Peter Pan" (2016)
- "Pisa grande amore" (2016)

Album pubblicati da solista
- "Sembra ieri" (2015) [11]